# XI Premis Feroz
La 11a cerimònia de lliurament dels Premis Feroz, lliurats per l'Associació d'Informadors Cinematogràfics d'Espanya, va tenir lloc el 26 de gener de 2024 al Palacio de Vistalegre de Madrid, per a premiar el millor en cinema i televisió espanyola.
En les categories de pel·lícules, Cerrar los ojos de Víctor Erice va rebre més nominacions amb nou, seguida de 20.000 espècies d'abelles i Un amor, amb set cadascun. La sèrie de Movistar Plus+ La mesías va liderar les nominacions amb un rècord d'onze nominacions, més que cap altre programa en la història dels premis.

## Antecedents
L'octubre de 2023, es va anunciar que la cerimònia no tindria lloc a Saragossa. Les dues cerimònies anteriors s'havien celebrat a l'Auditori de Saragossa. Més tard es va anunciar que l'entrega de premis tindria lloc en un lloc encara per anunciar dins de Madrid. Els nominats van ser anunciats el 23 de novembre de 2023 pels actors Laura Galán i Miguel Bernardeau a la seu del DAMA (Derechos de Autor de Medios Audiovisuales) a Madrid. Els nominats pels premis Feroz Arrebato de ficció i no ficció es va donar a conèixer el 14 de desembre de 2023. El 15 de desembre de 2023, la Asociación de Informadores Cinematográficos de España va revelar el Palacio Vistalegre Arena com a seu de la gala. Més tard, al desembre, es va anunciar que Coria Castillo i Brays Efe serien els amfitrions de la gala.
Pel que fa al cinema, es poden considerar guanyadores 20.000 espècies d'abelles (millor pel·lícula i millor actriu de repartiment) i Robot Dreams (millor pel·lícula de comèdia, millor música i millor cartell). La societat de la neu, una de les favorites, ha guanyat els premis a la millor direcció i al millor tràiler. Per contra Cerrar los ojos no n'ha guanyat cap. I pel que fa a sèries. La mesías ha acaparat gairebé tots els premis. D'altra banda, Maria Guerra, presidenta de l'AICE, organitzadora de l'esdeveniment, i en referència a les denúncies d'assetjament sexual contra Carlos Vermut, va manifestar "Sempre estem amb les víctimes, us animem de denunciar sempre".

## Guanyadors i nominats
Els guanyadors i nominats als premis són:

### Cinema
| Millor pel·lícula dramàtica | Millor pel·lícula de comèdia |
| --- | --- |
| - 20.000 espècies d'abelles – Produïda per Lara Izaguirre i Valérie Delpierre - Un amor - Produïda per Marisa Fernández Armenteros i Sandra Hermida - Cerrar los ojos - Produïda per Cristina Zumárraga, Pablo E. Bossi, Víctor Erice i José Alba - La sociedad de la nieve - Produïda per Belén Atienza, Sandra Hermida i Juan Antonio Bayona - Upon entry (L'arribada) - Produïda per Carles Torras, Carlos Juárez, Xosé Zapata, Sergio Adrià | - Robot Dreams - Produïda per Ibon Cormenzana, Ignasi Estapé, Sandra Tapia, Ángel Durández - Bajo terapia - Produïda per Gerardo Herrero i Mariela Besuievsky - Las chicas están bien - Produïda per Jonás Trueba i Javier Lafuente - Mamacruz - Produïda per Olmo Figueredo González-Quevedo, Carlos Rosado Sibón, José Alba - Te estoy amando locamente - Produïda per Aintza Serra, Paloma Molina, Sergi Casamitjana, Antonio Asensio |
| Millor actor protagonista | Millor actriu protagonista |
| - David Verdaguer per Saben aquell com Eugenio - Alberto Ammann per Upon entry (L'arribada) com Diego - Enric Auquer per El mestre que va prometre el mar com Antonio - Hovik Keuchkerian per Un amor com Andreas - Manolo Solo per Cerrar los ojos com Miguel | - Malena Alterio per Que nadie duerma com Lucía - Laia Costa per Un amor com Nat - Kiti Mánver por Mamacruz com Cruz - María Vázquez per Matria com Ramona - Carolina Yuste per Saben aquell com Conchita |
| Millor actor de repartiment | Millor actriu de repartiment |
| - La Dani per Te estoy amando locamente como Dani - Luis Bermejo per Un amor com Casero - Hugo Silva per Un amor com Píter - José Coronado per Cerrar los ojos com Julio - Oriol Pla per Creatura com Marcel | - Patricia López Arnaiz per 20.000 espècies d'abelles com Ane - Ane Gabarain per 20.000 espècies d'abelles com Lourdes - Luisa Gavasa per El mestre que va prometre el mar com Charo - Aitana Sánchez-Gijón per Que nadie duerma com Roberta - Ana Torrent per Cerrar los ojos com Ana |
| Millor direcció | Millor guió |
| - Juan Antonio Bayona per La sociedad de la nieve - Isabel Coixet per Un amor - Víctor Erice per Cerrar los ojos - Elena Martín Gimeno per Creatura - Estibaliz Urresola Solaguren per 20.000 espècies d'abelles | - Juan Sebastián Vásquez i Alejandro Rojas per Upon entry (L'arribada) - Estibaliz Urresola Solaguren per 20.000 espècies d'abelles - Isabel Coixet i Laura Ferrero per Un amor - Víctor Erice i Michel Gaztambide per Cerrar los ojos - Elena Martín Gimeno i Clara Roquet per Creatura |
| Millor música original | Millor tràiler |
| - Alfons de Vilallonga per la música original de Robot Dreams - Federico Jusid per la música original de Cerrar los ojos - Zeltia Montes per la música original de Que nadie duerma - Michael Giacchino per la música original de La sociedad de la nieve - Nico Casal per la música original de Te estoy amando locamente | - Harry Eaton pel tràiler final de La sociedad de la nieve - Liviu Neagoe pel tràiler final de 20.000 espècies d'abelles - Elena Gutiérrez pel tràiler final de Cerrar los ojos - Miguel Ángel San Antonio pel tràiler final de Saben aquell - Mikel Garmilla pel tràiler final de Te estoy amando locamente |
| Millor cartell | |
| - José Luis Ágreda pel cartell de Robot Dreams - Cristina Hernández Bernardo pel cartell de 20.000 espècies d'abelles - Sergio Rozas i Manolo Pavón pel cartell de Cerrar los ojos - Alejandro Llamas Sánchez pel cartell de O corno - Iñaki Villuendas i José Haro pel cartell de Hermana muerte | |
| Premi Feroz Arrebato de Ficció | Premi Feroz Arrebato de No Ficció |
| - Sobre todo de noche de Víctor Iriarte - El sueño de la sultana d'Isabel Herguera - La imatge permanent de Laura Ferrés - O corno de Jaione Camborda - Teresa de Paula Ortiz Álvarez | - La Singla de Paloma Zapata - Ara la llum cau vertical d'Efthymia Zymvragaki - La mala familia de Nacho A. Villar i Luís Rojo - Mentre siguis tu de Claudia Pinto Emperador - Samsara de Lois Patiño |

### Televisió
| Millor sèrie dramàtica | Millor sèrie de comèdia |
| --- | --- |
| - La mesías - Produïda per Domingo Corral, Fran Araújo, Susana Herreras, Javier Calvo i Javier Ambrossi - El cuerpo en llamas - Produïda per Andrea Martínez, Ibón Cormenzana i Ignasi Estapé - El hijo zurdo - Produïda per Domingo Corral, Fran Araújo, Alberto Félez, Cristina Sutherland i José Antonio Félez - Rapa - Produïda per Domingo Corral, Susana Herreras i Alfonso Blanco - Selftape - Produïda per Mireia Vilapuig, Joana Vilapuig, Iván Mercadé i Jaume Ripoll | - Poquita fe - Produïda per Fran Araújo, Ignacio Corrales i Pepe Ripoll - Cites Barcelona - Produïda per Pau Freixas, Eric Navarro, Laura Fernández i Oriol Sala-Patau - Això no és Suècia - Produïda per Marta Baldó, Aina Clotet, Sergi Cameron i Marc Clotet - El otro lado - Produïda per Fran Araújo, Susana Herreras, Xen Subirats, Laura Fernández Espeso, Toni Carrizosa, Javier Pons i Javier Méndez |
| Millor actor protagonista d'una sèrie | Millor actriu protagonista d'una sèrie |
| - Roger Casamajor per La mesías com Enric - Javier Cámara per Rapa com Tomás - Raúl Cimas per Poquita fe com José Ramón - Patrick Criado per Las noches de Tefía com Manuel - Quim Gutiérrez per El cuerpo en llamas com Albert | - Lola Dueñas per La mesías com Montserrat - Ana Rujas per La mesías com Montserrat - Macarena García per La mesías com Irene - Esperanza Pedreño per Poquita fe com Berta - Úrsula Corberó per El cuerpo en llamas com Rosa |
| Millor actor de repartiment d'una sèrie | Millor actriu de repartiment d'una sèrie |
| - Albert Pla per La mesías com Pep - Andreu Buenafuente per El otro lado com Estrada - Chani Martín per Poquita fe com ¿? - Biel Rossell Pelfort per La mesías com Enric - José Manuel Poga per El cuerpo en llamas com Pedro | - Irene Balmes per La mesías com Irene - Amaia per La mesías com Cecilia - Carmen Machi per La mesías com Montserrat - Tamara Casellas per El hijo zurdo com Maru - Julia de Castro per Poquita fe com ¿? |
| Millor guió d'una sèrie | |
| - Javier Calvo, Javier Ambrossi, Nacho Vigalondo i Carmen Jiménez per La mesías - Laura Sarmiento, Eduard Solá, Carlos López i José Luis Martín per El cuerpo en llamas - Rafael Cobos per El hijo zurdo - Berto Romero, Rafel Barceló i Enric Pardo per El otro lado - Pepón Montero i Juan Maidagán per Poquita fe | |

### Premi Feroz d'Honor
- Mònica Randall

## Múltiples nominacions i premis

### Cinema
| Película                         | Nominacions | Premis |
| -------------------------------- | ----------- | ------ |
| Cerrar los ojos                  | 10          | 0      |
| 20.000 espècies d'abelles        | 7           | 2      |
| Un amor                          | 7           | 0      |
| La sociedad de la nieve          | 4           | 2      |
| Te estoy amando locamente        | 4           | 1      |
| Robot Dreams                     | 3           | 3      |
| Saben aquell                     | 3           | 1      |
| Que nadie duerma                 | 3           | 1      |
| Upon entry (L'arribada)          | 3           | 1      |
| Creatura                         | 3           | 0      |
| Mamacruz                         | 2           | 0      |
| El mestre que va prometre el mar | 2           | 0      |
| O corno                          | 2           | 0      |

### Televisió
| Sèrie               | Nominacions | Premis |
| ------------------- | ----------- | ------ |
| La mesías           | 11          | 6      |
| Poquita fe          | 6           | 1      |
| El cuerpo en llamas | 5           | 0      |
| El hijo zurdo       | 3           | 0      |
| El otro lado        | 3           | 0      |
| Rapa                | 2           | 0      |